# Kinu Nishimura
Kinu Nishimura (西村 キヌ, Nishimura Kinu) est une artiste et conceptrice japonaise, spécialisée dans les jeux vidéos. Elle est notamment connue pour ses travaux sur les jeux de combats édités par Capcom dans les années 1990. 

## Carrière
Kinu Nishimura commence sa carrière chez Capcom en 1991, après avoir été recrutée par Akira Yasuda, lorsqu'elle était encore étudiante à la Kyoto University of Art and Design (en). Son premier travail au sein de Capcom consiste à travailler aux côtés de ce dernier sur Muscle Bomber. Elle est l'une des artistes principale de la série Street Fighter, toujours avec Akira Yasuda. Elle est également la directrice artistique de plusieurs autres séries de Capcom, comme la série de jeux de combat Darkstalkers, Cyberbots: Fullmetal Madness, ou le jeu d'arcade Dungeons and Dragons: Shadow over Mystara.
Bien qu'ayant quitté Capcom en 2008, elle continue à travailler sur certains de leurs projets en tant qu'artiste indépendante, notamment sur le titre Marvel vs. Capcom 3: Fate of Two Worlds en 2011.
Elle contribue également en tant qu'artiste principale à plusieurs projets de compilation d'œuvres vidéoludiques, comme l'artbook de la série Street Fighter, celui de la série Darkstalkers ou celui de Dungeons and Dragons: Shadow over Mystara,.
En dehors de Capcom, elle contribue à d'autres projets, qu'ils soient vidéoludiques comme Zero Escape (en), ou des séries d'animation comme Overman King Gainer ou Sirius the Jaeger (en),.

## Postérité
Nishimura est mondialement reconnu pour ses travaux, aussi bien au Japon qu'à l'international,. Le site spécialisé Kotaku la cite notamment en exemple dans son dossier consacré aux artistes de jeux vidéo, la qualifiant notamment de « l'une des artistes les plus accomplies du domaine ».
Le studio japonais responsable du jeu mobile Phantom of the Kill (en) la cite notamment en exemple d'inspiration artistique.